# McCool (cráter)

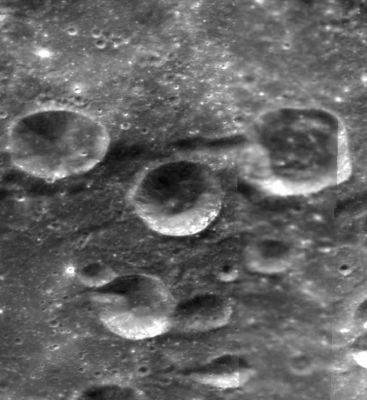
D. Brown (ligeramente por encima del centro); Ramon (parte superior izquierda); McCool (parte superior derecha); y Chawla (debajo del centro ligeramente en el lado izquierdo). Imagen de la misión Clementine

McCool es un pequeño cráter de impacto situado en el sector sur-sureste del interior del cráter Apolo, en la cara oculta de la Luna. Se halla en el espacio comprendido entre los dos anillos montañosos que conforman el gran cráter.
|  |

El cráter tiene forma poligonal. El brocal aparece algo achaflanado, con las secciones occidental y oriental rectas. Posee una pendiente interna uniforme, y el fondo del cuenco es estriado y cubierto de colinas.

## Designación
El nombre fue adoptado por la UAI en 2006, como homenaje a los siete astronautas que perecieron en el accidente del Transbordador Columbia acontecido el 1 de febrero de 2003. Los nombres de los siete cráteres son:
- Chawla, D. Brown, Husband, L. Clark, McCool, M. Anderson y Ramon.

## Referencias

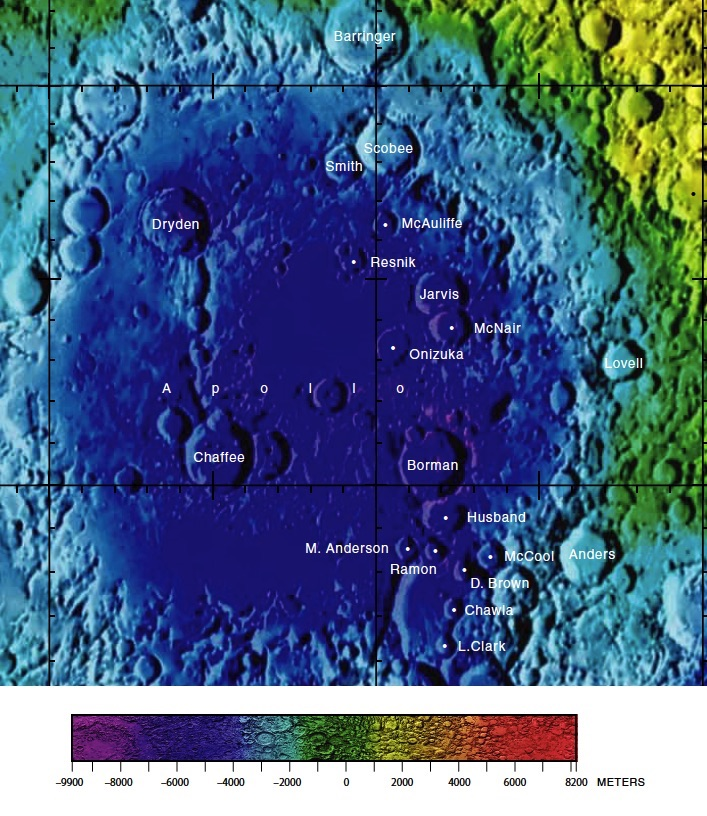
Cráteres interiores de Apolo